# آل سعيد (يخت)
آل سعيد هو يخت فاخر كان يملكه سلطان عمان قابوس بن سعيد. بُني اليخت في سنة 2006 من قبل شركة لورسن الألمانية. تسلمه سلطان عمان في عام 2008.

## المواصفات
يبلغ طوله 155 مترا، ويقدر سعره بـ 300 مليون دولار أمريكي، يحتوي على مهبط للطائرات العمودية وحوض سباحة. ويتكون من ستة طوابق كبيرة ويتميز بتصميم خارجي وداخلي فخم صممته شركة Espen Oeino International، وهي نفس الشركة التي صممت اليخت الضخم Octopus الذي يبلغ ارتفاعه 127 مترًا.
تبلغ سرعة اليخت 22 عقدة بحرية وقد صُنع من الفولاذ والألومنيوم. يستوعب اليخت ما يصل إلى 70 ضيفًا و 154 من أفراد الطاقم، بالإضافة إلى وجود غرفة حفلات قادرة على استيعاب فرقة أوركسترا من 50 عازف.